# Owen Paterson (scenografo)
Owen Paterson (...) è uno scenografo australiano, noto per aver lavorato a Priscilla - La regina del deserto, la trilogia di Matrix e V per Vendetta.

## Filmografia

### Cinema
- Bliss, regia di Ray Lawrence (1985)
- Agente sì... ma di commercio! (Travelling North), regia di Carl Schultz (1987)
- The Place at the Coast, regia di George Ogilvie (1987)
- L'eredità di Miss Richards (Minnamurra), regia di Ian Barry (1989)
- Priscilla - La regina del deserto (The Adventures of Priscilla, Queen of the Desert), regia di Stephan Elliott (1994)
- In corsa con il sole (Race the Sun), regia di Charles T. Kanganis (1996)
- Benvenuti a Woop Woop (Welcome to Woop Woop), regia di Stephan Elliott (1997)
- Matrix (The Matrix), regia di Andy e Larry Wachowski (1999)
- Pianeta rosso (Red Planet), regia di Antony Hoffman (2000)
- L'ultimo volo della Osiris (Final Flight of the Osiris), episodio di Animatrix, regia di Andrew R. Jones (2003)
- Matrix Reloaded (The Matrix Reloaded), regia di Andy e Larry Wachowski (2003)
- Matrix Revolutions (The Matrix Revolutions), regia di Andy e Larry Wachowski (2003)
- V per Vendetta (V for Vendetta), regia di James McTeigue (2005)
- Speed Racer, regia di Lana e Lilly Wachowski (2008)
- The Green Hornet, regia di Michel Gondry (2011)
- Godzilla, regia di Gareth Edwards (2014)
- Gods of Egypt, regia di Alex Proyas (2016)
- Captain America: Civil War, regia di Anthony e Joe Russo (2016)
- Jumanji - Benvenuti nella giungla (Jumanji: Welcome to the Jungle), regia di Jake Kasdan (2017)
- Godzilla vs. Kong, regia di Adam Wingard (2021)
- Ticket to Paradise, regia di Ol Parker (2022)

### Televisione
- Shout! The Story of Johnny O'Keefe – miniserie TV, 2 puntate (1986)
- The Riddle of the Stinson, regia di Chris Noonan – film TV (1988)
- Heartbreak High – serie TV, 6 episodi (1994)
- The Beast - Abissi di paura (The Beast) – miniserie TV, 2 puntate (1986)
- Noriega, prediletto da Dio o mostro (Noriega: God's Favorite), regia di Roger Spottiswoode – film TV (2000)

### Videogiochi
- Enter the Matrix (2003)

## Riconoscimenti
- Premi BAFTA
  - 1995 - Candidatura alla migliore scenografia per Priscilla - La regina del deserto
  - 2000 - Candidatura alla migliore scenografia per Matrix
- AFI Awards
  - 1985 - Candidatura alla migliore scenografia per Bliss
  - 1987 - Candidatura alla migliore scenografia per The Place at the Coast
  - 1994 - Migliore scenografia per Priscilla - La regina del deserto
- Las Vegas Film Critics Society Awards
  - 2000 - Candidatura alla migliore scenografia per Matrix
- San Diego Film Critics Society Awards
  - 2006 - Migliore scenografia per V for Vendetta
- Satellite Awards
  - 2006 - Candidatura alla migliore scenografia per V for Vendetta
- Saturn Awards
  - 2017 - Candidatura alla migliore scenografia per Captain America: Civil War